# Assessor flavissimus
Assessor flavissimus är en fiskart som beskrevs av Allen och Kuiter, 1976. Assessor flavissimus ingår i släktet Assessor och familjen Plesiopidae. Inga underarter finns listade.
Denna fisk förekommer i havet vid nordöstra Australien, östra Nya Guinea och Bismarckarkipelagen. Den dyker till ett djup av 20 meter. Små grupper lever tillsammans vid korallrev och andra klippor. De gömmer sig ofta i grottor. Honor lägger ägg och de förvaras sedan i hannens mun tills de kläcks. Assessor flavissimus blir upp till 6 cm lång.
För beståndet är inga hot kända. Hela populationens bedöms som stor. IUCN listar arten som livskraftig (LC).